# Oculus Rift
Oculus Rift ist ein Virtual Reality-Headset, das vom ehemaligen Unternehmen Oculus entwickelt wurde, das später in Meta Platforms aufging. Das Gerät wurde inzwischen eingestellt.

## Geschichte
Eine Entwickler-Version der VR-Brille wurde bereits Anfang 2013 ausgeliefert. Die weltweite Veröffentlichung der Endkunden-Version fand am 6. Januar 2016 statt.
Die ursprüngliche Idee zur Oculus Rift stammte von Palmer Luckey, einem Designer am Institute for Creative Technologies an der University of Southern California. Da sich herkömmliche VR-Brillen aufgrund technischer Einschränkungen als untauglich für Computerspiele erwiesen, entwarf Luckey im Jahr 2012 einen ersten Prototyp, den er zunächst dem Spieleentwickler John Carmack präsentierte und der auf der Computerspielmesse Electronic Entertainment Expo im Juni 2012 zusammen mit einer kompatiblen Version von Doom 3 vorgestellt wurde. Um das Projekt zu finanzieren, wurde am 1. August 2012 eine Crowdfunding-Finanzierungskampagne auf der Online-Plattform Kickstarter gestartet, mit dem Ziel, 250.000 US-Dollar für die weitere Entwicklung zu akquirieren. Unterstützt wurde die Kampagne unter anderem von den langjährigen Computerspieleentwicklern John Carmack (id Software), Gabe Newell und Michael Abrash (Valve), Cliff Bleszinski und Tim Sweeney (Epic Games) sowie Chris Roberts (Cloud Imperium Games). Das angestrebte Ziel war innerhalb von vier Stunden erreicht, die Crowdfunding-Aktion schloss mit 2.437.429 US-Dollar. Mit einer Gesamtfinanzierung von 974 % des ursprünglich geplanten Volumens steht das Oculus-Rift-Projekt aktuell (Stand: November 2015) in den Top 50 der am stärksten finanzierten Projekte auf Kickstarter.com und an zwanzigster Stelle in der Kategorie „Spiele“.
Im März 2013 wurden erste Versionen der Oculus Rift, sogenannte Developer Kits, ausgeliefert, um es Softwareentwicklern zu ermöglichen, ihre Produkte für die Oculus Rift zu optimieren. Bereits kurze Zeit später tauchten Fan-Modifikationen für Spiele wie Skyrim und Mirror’s Edge auf, während Valves Team Fortress 2 bereits eine softwareseitige Unterstützung anbot. Mitte Juni 2013 gab Oculus VR bekannt, in einer Investorenrunde 16 Millionen US-Dollar für das Projekt gewonnen zu haben. Im August wurde bekannt, dass John Carmack neuer technischer Leiter (CTO) der Firma werde.
Auf der CES 2014 wurde ein neuer Prototyp unter der Bezeichnung Crystal Cove mit verbesserter Hardware vorgestellt. Der neue Prototyp war als Development Kit 2 (DK2) seit der CES vorbestellbar und sollte ab Juli 2014 ausgeliefert werden.
Am 25. März 2014 gab Facebook Inc. (heute Meta Platforms Inc.) die Übernahme von Oculus VR für einen Kaufpreis von 400 Millionen US-Dollar in bar und 1,6 Milliarden US-Dollar in Facebook-Aktien bekannt. Daraufhin brach Markus Persson die Planung einer Rift-Version seines Videospiels Minecraft ab. Viele Kickstarter-Unterstützer des Projekts reagierten mit Unmut auf den Verkauf an Facebook, Oculus-Mitarbeiter erhielten Todesdrohungen und belästigende Telefonanrufe.
Im August 2014 untersagte ein deutsches Gericht auf Antrag der diesen Namen seit 1932 verwendenden Oculus Optikgeräte GmbH per einstweiliger Verfügung den Vertrieb der VR-Brille unter dem Namen Oculus in Deutschland. Sollte Oculus VR unter diesem Namen in Deutschland agieren, drohe laut dem Beschluss des Landgericht Frankfurts ein Ordnungsgeld von bis zu 250.000 Euro oder ersatzweise Ordnungshaft von bis zu sechs Monaten (die Entscheidung ist nicht rechtskräftig, so dass Oculus VR gegen den Beschluss noch Widerspruch einreichen kann).
Das erste Musikvideo für die Oculus Rift wurde 2014 auf der Tokyo Designers Week vorgestellt. Die japanische Sängerin Kumi Kōda galt somit mit ihrem Musikvideo Dance in the Rain als gute Demo für die Oculus Rift.
Im September 2020 stellte Facebook den Verkauf von Oculus-Brillen in Deutschland bis auf Weiteres ein. Grund dafür war die Frage, ob die zwingende Kopplung der Nutzung von Oculus-Brillen an Facebook-Benutzerkonten und die Weitergabe von Nutzerdaten zwischen unterschiedlichen Gesellschaften des Facebook-Konzerns gegen die europäische Datenschutz-Grundverordnung verstoßen, wie Vertreter deutscher Behörden vermuteten.

## Hardware

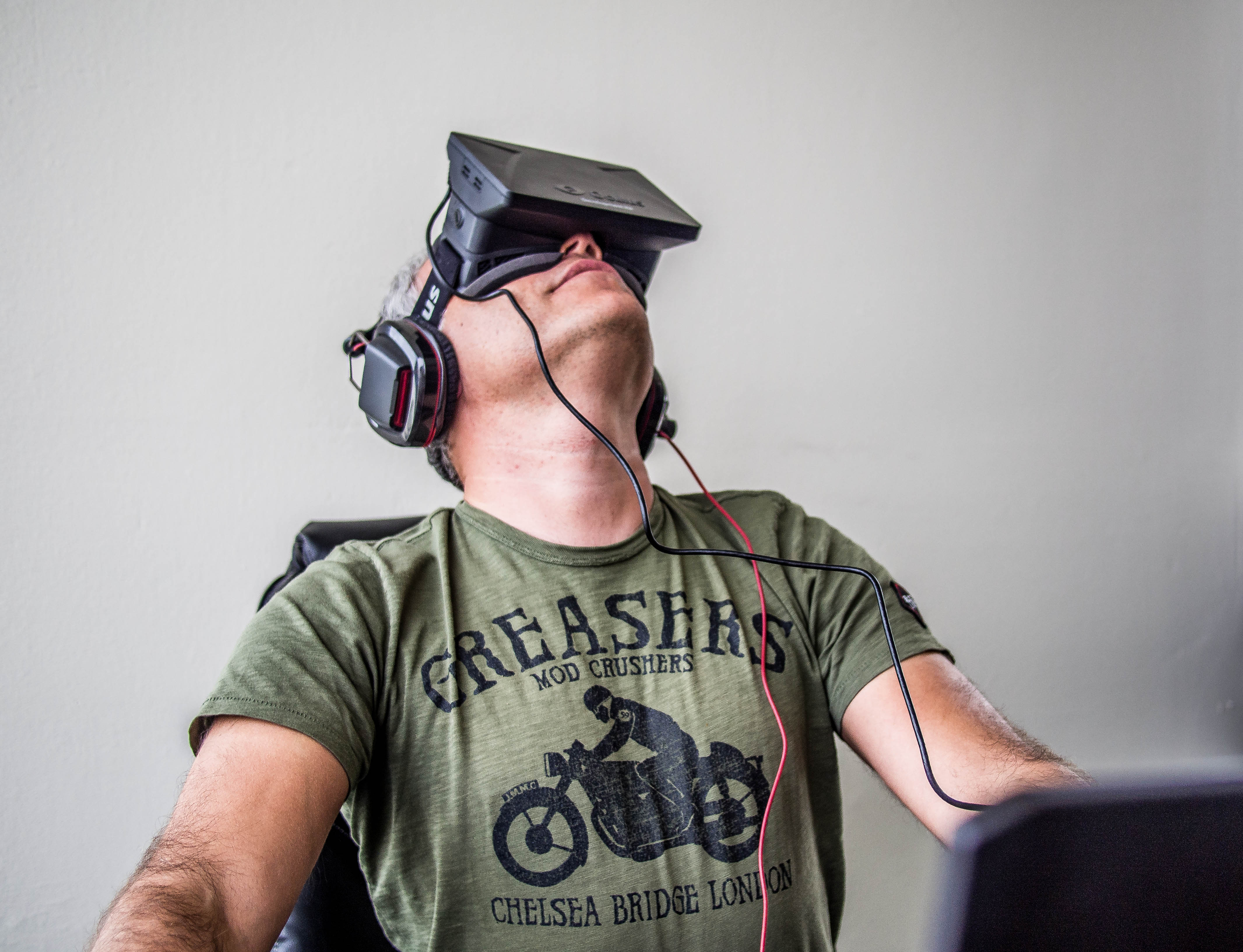
Sergei Orlowski, Gründer und Geschäftsführer von Nival Interactive, beim Test von Oculus Rift (2013)

Durch das große Display ist ein Sichtfeld von 110° (diagonal, 90° horizontal) möglich. Herkömmliche Head-Mounted-Displays in diesem Preissegment bieten typischerweise ein Sichtfeld von 40° (diagonal). Diese Geräte erzeugen den Eindruck, auf einen entfernten rechteckigen Bildschirm zu schauen, dessen Ränder deutlich sichtbar sind. Die Oculus Rift füllt dagegen praktisch das gesamte Gesichtsfeld aus, die Bildränder sind kaum wahrnehmbar. So entsteht beim Benutzer das Gefühl, „im Spiel“ zu sein (Immersion).
Die Kombination aus 3-Achsen-Gyrometer und Beschleunigungssensoren, sowie seit der Entwicklerversion Crystal Cove einer zusätzlichen Kamera, soll schnelle Reaktionen auf Bewegungen gewährleisten, während ein Magnetometer der korrekten Ausrichtung des Bildes dient (Head-Tracking). Die Bewegungssensoren der Entwicklerversion messen nur Kopfdrehungen (Rotation), lineare Kopfbewegungen (Translation) werden nicht registriert. Die Sensoren der Oculus Rift arbeiten mit einer Abtastfrequenz von 1000 Hz deutlich schneller als Sensoren, die bisher in Head-Mounted Displays oder Smartphones eingesetzt wurden (120 Hz). Dies trägt zu einer Verringerung der Verzögerungszeit zwischen Kopfbewegung und Bilddarstellung bei, was den Grad der Immersion zusätzlich erhöht.

### Development Kit 1
Hauptbestandteil der Oculus Rift ist ein Display, das beim ersten Development Kit mit einer Auflösung von 1280×800 Pixeln auflöst, was einem Seitenverhältnis von 16:10 entspricht. Da das Display geteilt wird und die Bilder für beide Augen separat bereitstellt, ergibt sich daraus eine effektive Auflösung von 640×800 px je Auge und ein Seitenverhältnis von 4:5. Durch die geringe Auflösung und den geringen Abstand waren in ersten Tests sogar die roten, grünen und blauen Subpixel sichtbar. Wenngleich die Auflösung damit geringer ist als bei vergleichbaren Brillen, so kündigte Oculus VR an, dass bei der Endkunden-Version ein höherwertiges Display mit mindestens Full-HD-Auflösung Verwendung finden solle, was einer Auflösung von 1920×1080 Pixeln (bzw. 960×1080 pro Auge) entspräche. Ein solcher HD-Prototyp wurde erstmals auf der E3 2013 gezeigt.

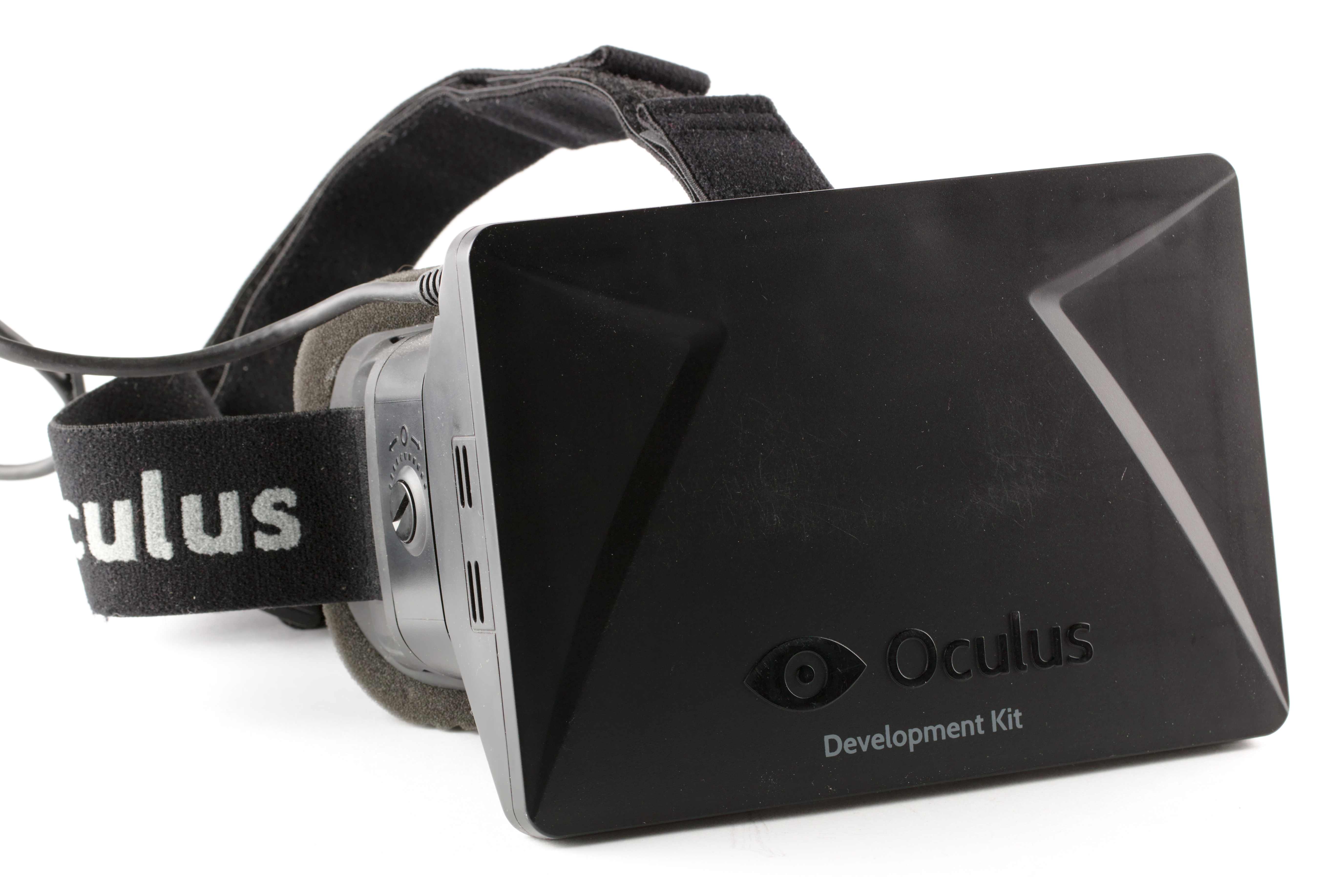
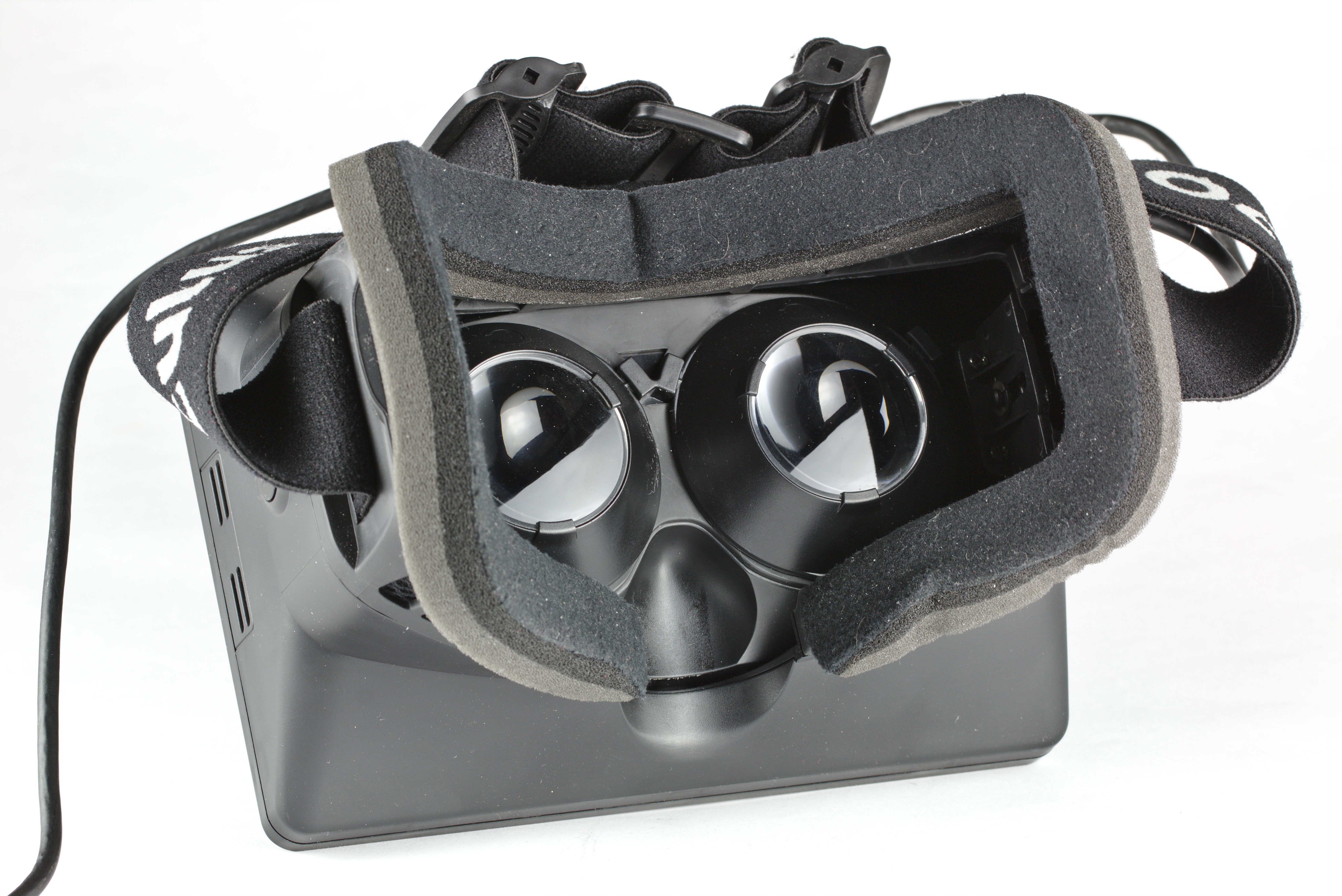
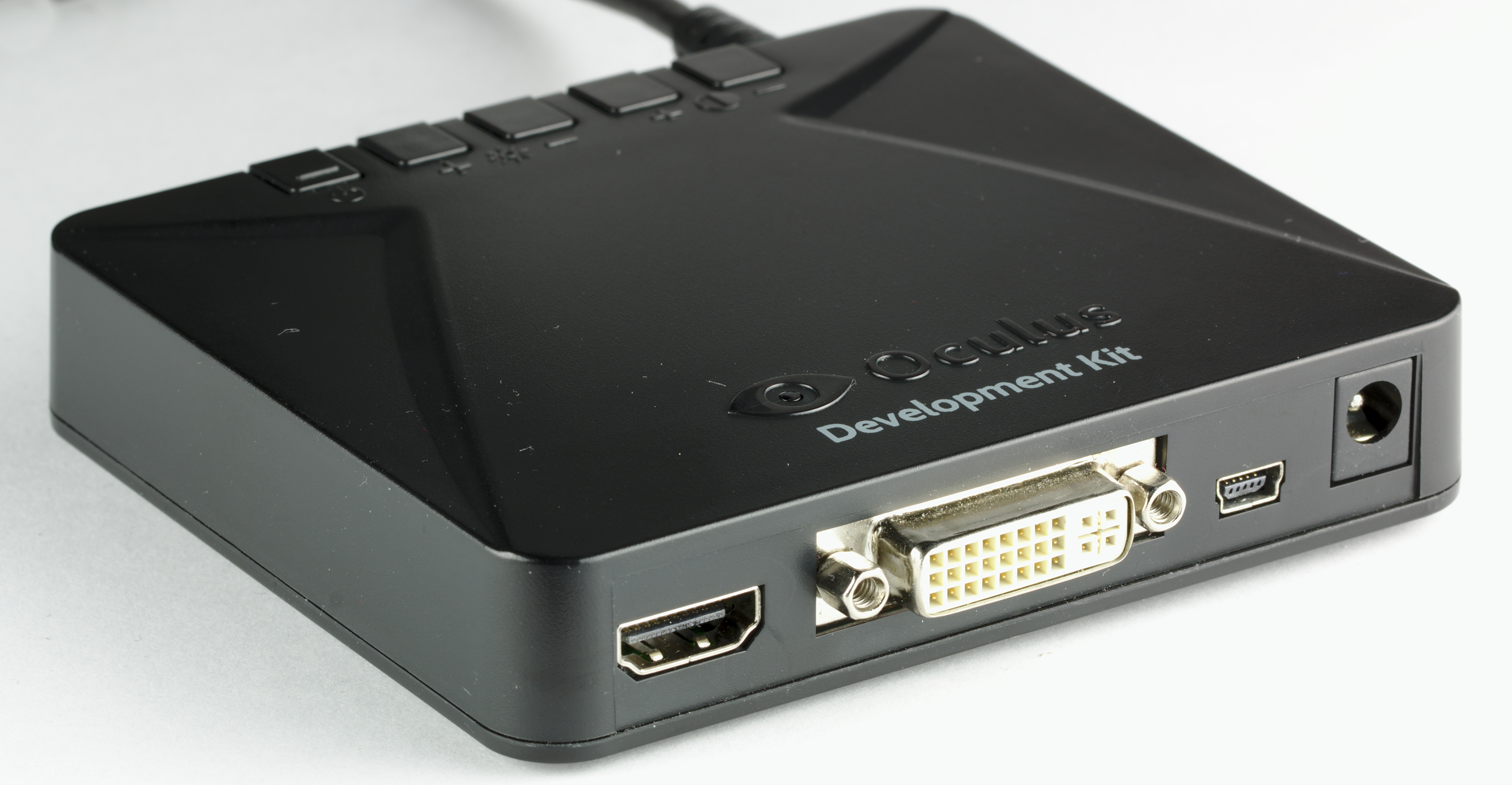
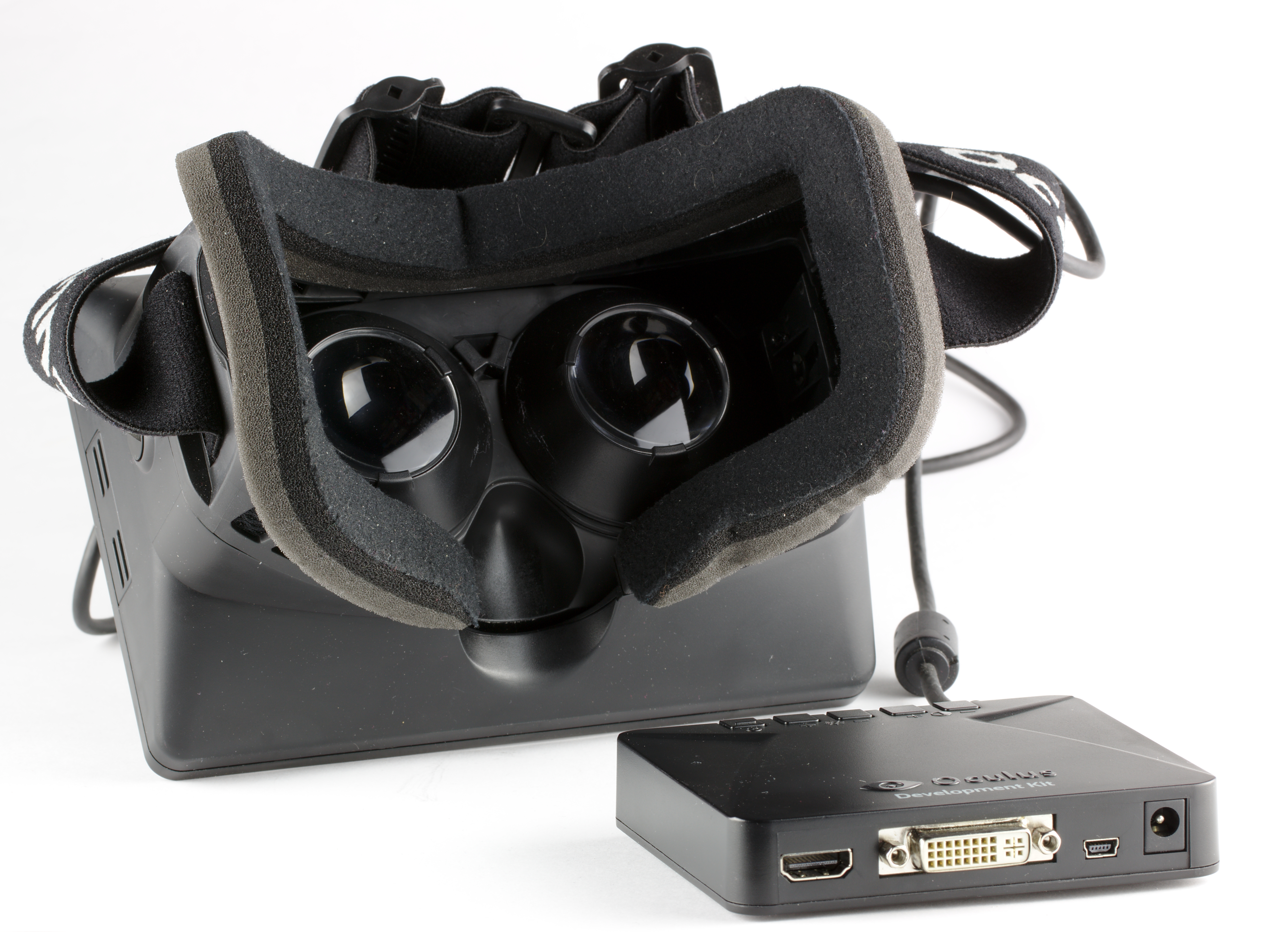

### Development Kit 2
Der als Crystal Cove bezeichnete Prototyp verbessert vor allem das Display und enthält nicht nur ein Full-HD-OLED-Display, sondern zudem ein zusätzliches Head-Tracking-System, das über eine externe Kamera die in der Brille integrierten Infrarot-LEDs erfasst. Durch die Auflösung von 1920×1080 Pixel sieht jedes Auge somit jeweils 960×1080 Pixel, was eine deutliche Verbesserung im Vergleich zum ersten Development Kit darstellt. Gleichzeitig gibt es durch Verwendung des OLED-Displays und der von Oculus VR entwickelten „low-persistence“-Technologie keine Nachzieh-Effekte mehr, was bei der Vorgängerversion stark bemängelt wurde.

### Consumer Version 1
Die beiden Panels der finalen Version der Oculus Rift besitzen jeweils eine Auflösung von 1080×1200 Pixel. Das ergibt insgesamt eine Auflösung von 2160×1200 Pixel. Dies stellt eine wiederholt deutlich erhöhte Pixeldichte dar, die zu einer erneut erhöhten Immersion des Nutzers in die virtuelle Welt beiträgt, aber eine Mehrbelastung für die Grafikkarte bedeutet.
Ab dem 6. Januar 2016 war die finale Version der Oculus Rift in den USA für 599 US-Dollar und in Deutschland für 741 Euro (inklusive Steuern und Versandkosten) vorbestellbar, die ersten Geräte wurden ab dem 28. März 2016 ausgeliefert. Seit Mitte Juli 2016 ist die Consumer Version 1 ohne Vorbestellung erhältlich. Der Betrag wurde wegen eines zuvor angekündigten Preises von lediglich 300 bis 400 US-Dollar kontrovers diskutiert.

### Touch Controller

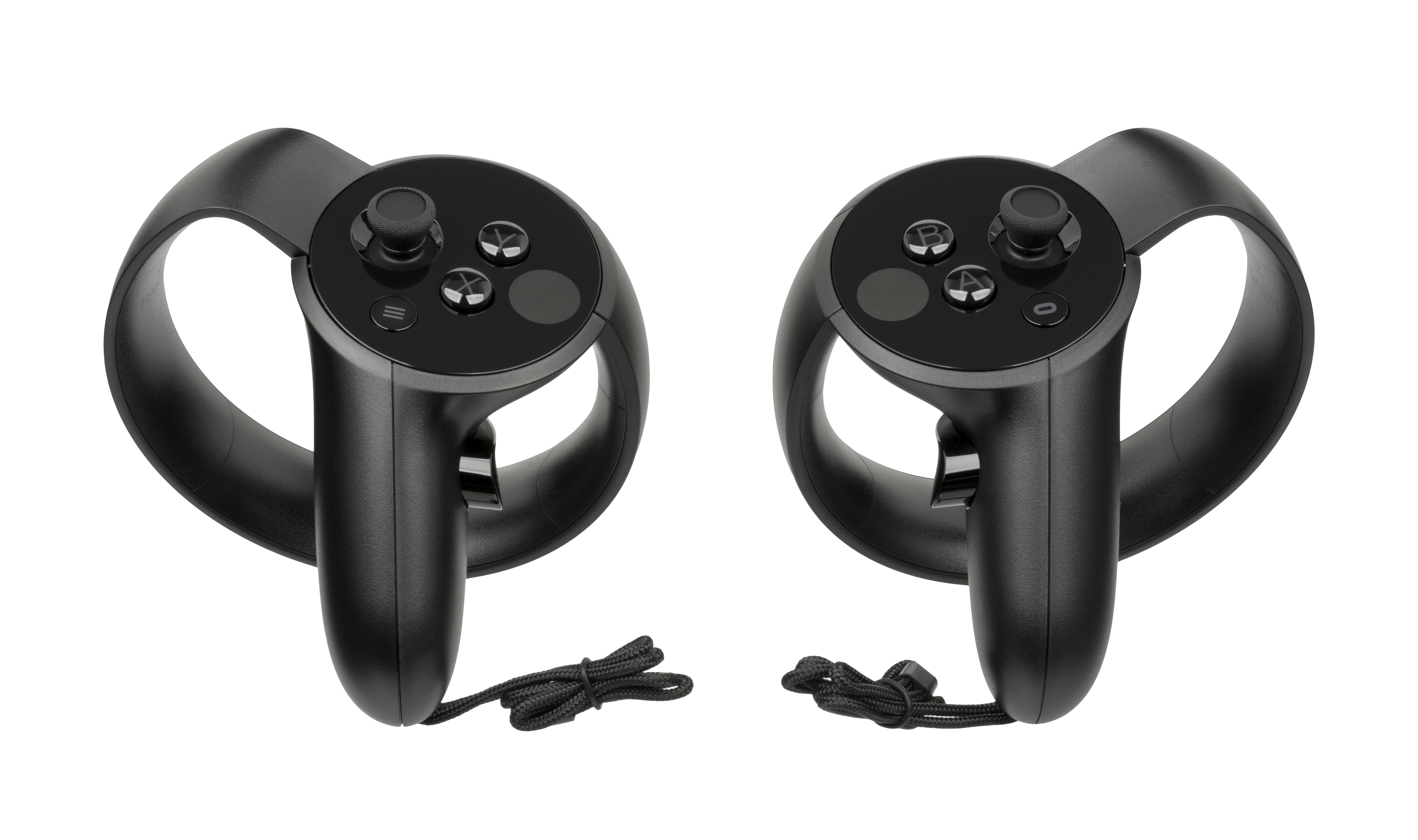
Oculus Rift Touch Controller

Seit Anfang Dezember 2016 bietet Oculus ihre Motion Controller namens Oculus Touch an. Die jeweils für die linke und rechte Hand ergonomisch angepassten Controller werden durch AA Batterien mit Strom versorgt. Die Konstellation der Sensoren, welche für das Tracking der Oculus Rift zuständig sind, sorgen ebenfalls für das Tracking der Touch Controller. Zusätzlich zu dieser Bewegungsverfolgung verfügen die beiden Controller über mehrere Knöpfe sowie jeweils einen Analog-Stick. Diese Eingabe wird jedoch nur von speziell dafür programmierter Software unterstützt.

## Software
Computerspiele und Spiel-Engines müssen für die Verwendung der Oculus Rift angepasst bzw. erweitert werden. Der Hersteller bietet dazu registrierten Besitzern der Entwicklerversion kostenlos ein quelloffenes Software Development Kit an. Die Spiel-Engines Source, Unity und die Unreal Engine unterstützen die Entwicklung mit der Oculus Rift. Inzwischen bieten einige Webbrowser experimentelle Unterstützung für WebVR, sodass eine Programmierung auch in JavaScript möglich ist. Einige Spiele erlauben bereits den Gebrauch der Oculus Rift, weitere sind in Entwicklung.
Allerdings gehen die Anwendungsmöglichkeiten weit über das Gaming hinaus: So ist Software in der Entwicklung, mit der man etwa Straßenansichten so verändern kann, dass Umbauvorhaben eingearbeitet werden können und man so realistischer als zuvor die Wirkung von Baumaßnahmen vermitteln kann. Ähnliches soll es auch für Innenarchitektur geben. Darüber hinaus experimentiert ein namhafter Entwickler mit dem Einsatz in der Rehabilitation nach Armamputationen. Mit der VR soll die Handhabung und Steuerung einer Armprothese geübt werden.

## Rezeption
Nachdem die ersten Entwicklerversionen der Oculus Rift ausgeliefert waren, testeten verschiedene Fachzeitschriften die Spieletauglichkeit und kamen auf ein überwiegend positives Ergebnis, unter Berücksichtigung der noch nicht abgeschlossenen Entwicklung und der abgespeckten Entwicklerversion. Gelobt wurde vor allem die leichte Bedienbarkeit, das geringe Gewicht und der gute 3D-Eindruck. Kritisiert wurde durchweg die geringe Auflösung mit sichtbaren Subpixeln, die spürbare Latenz sowie die bei manchen Personen hervorgerufene Simulator Sickness.

„Virtual-Reality-Brillen gelten seit Jahren als das nächste große Ding – richtig gut war bisher keine. Die Oculus Rift jedoch löst dieses Versprechen endlich ein. Großes Sichtfeld, 3D, schnelle Reaktion.“

In einem Meinungsartikel der New York Times über die Zukunft des Films im Juni 2013 bezeichnete Autor Frank Rose die Verstärkung der Immersion für den Zuschauer als eine der größten Herausforderungen, mit dem sogenannten Holodeck als Idealvorstellung. In diesem Zusammenhang bezeichnete er die Oculus Rift als “The most advanced immersive entertainment on the horizon now” (deutsch: „Die zurzeit fortgeschrittenste immersive Unterhaltungsform in Sichtweite“). Spieleentwickler Hilmar Petursson von CCP Games bezeichnete die Oculus Rift in einem Interview mit Spiegel Online ebenfalls als eine der größten Errungenschaften im Bereich der Virtuellen Realität, die bereits heute eine Erfahrung nahe an einem Holodeck ermögliche. In der Presse wurde der Vergleich zum Holodeck als Beschreibung wiederholt aufgegriffen.
Die Hardware errang mehrere Preise:
- Game Critics Awards 2013 der E3: Beste Hardware/Peripheriegerät (vor PlayStation 4 und Xbox One)[39]
- Develop Awards 2013: Beste technische Innovation[40]
- IGN: Best of E3 2013[41]
  - Größte Innovation (Techdemo des Spiels EVE VR für Oculus Rift)
  - Coolste Technik